# 学校法人新墾藤学園
学校法人新墾藤学園（がっこうほうじんにいはりふじがくえん）は、かつて北海道樺戸郡月形町にあった学校法人である。設置者は学校法人藤学園（北海道札幌市）である。1970年（昭和45年）に廃止されるまでの18年間に、合計1220人が卒業した。北海道樺戸郡月形町では唯一の私立裁縫学校・養護学校・中学校・高等学校であった。

## 概要
1941年北海道樺戸郡月形村字新田に学校法人藤学園が土地を購入。1945年に地元農民子女のために農耕閑散期である冬季のみの裁縫学校を開設。1952年に裁縫学校を廃止して、新墾藤学園養護学校を設置。藤学園とは別法人として藤学園の協力のもと学校法人新墾藤学園を設置した。その後、全日制の普通課程の教育施設の設置を望む地元住民からの要請のあって、1954年に新墾藤学園中学校を、1958年に新墾藤学園高等学校をそれぞれ設置した。

## 沿革（前史含む）
- 1941年　学校法人藤学園が土地を購入
- 1945年　裁縫学校設置
- 1952年　学校法人設置。養護学校設置[1]
- 1954年　中学校設置[2]
- 1958年　高等学校設置[3]
- 1970年　廃止

## 生徒数の減少による廃校
しかし、地理的条件からみて通学が極めて不便な場所にあり、空知地域の人口減少なども相まって、将来も生徒の増加は見込めないとして1970年3月31日をもって設置している3校全てを廃校とし、通学していた生徒は全て藤女子中学校・高等学校に編入した。

## 学園廃止後
校舎は、1970年10月に設立された社会福祉法人藤の園に寄付された。なお、藤の園も学校法人藤学園の協力のもと設置された。

## 歴代園長
以下、就任年を示す。
- 初代 クサヴェラ・レーメ（1952年）
- 第2代 牧野キク（1954年）
- 第3代 パウラ･ワイルケ（1958年）
- 第4代 山下二枝（1968年）